# De Schiphorst
De Schiphorst is een buurtschap in behorend tot de gemeente Meppel in de provincie Drenthe (Nederland). In deze buurtschap ligt havezate de Havixhorst. Na de gemeentelijke herindeling van 1998 is De Schiphorst bij Meppel gevoegd.
In deze buurtschap is aan de Schiphorsterweg, het ooievaarsdorp De Lokkerij gevestigd. De Schiphorsterweg kronkelt door het Reestdal vanaf de buurtschap Lankhorst (gemeente Staphorst) naar de de Wijk. Voor de aanleg van de A28 was dit de doorgaande weg van De Wijk naar Meppel. Langs deze weg staan onder andere een aantal, vrij grote boerderijen op ruime kavels. In het weekend wordt deze weg veel gebruikt door klootschieters. Vanaf de gemeentegrens bij De Wijk naar Rogat loopt de Hessenweg.

## Trivia
In Meppel is ook een psychogeriatrisch verpleeghuis gevestigd met dezelfde naam. Dit verpleeghuis is onderdeel van zorgcombinatie Noorderboog en bevindt zich net buiten de buurtschap naast het Diaconessenhuis Meppel.

## Bekende inwoners
- Aalt Aalten, yogaleraar
- Johan Heins, springruiter
- Magreet Moret, grootgrondbezitter